# Boeklong

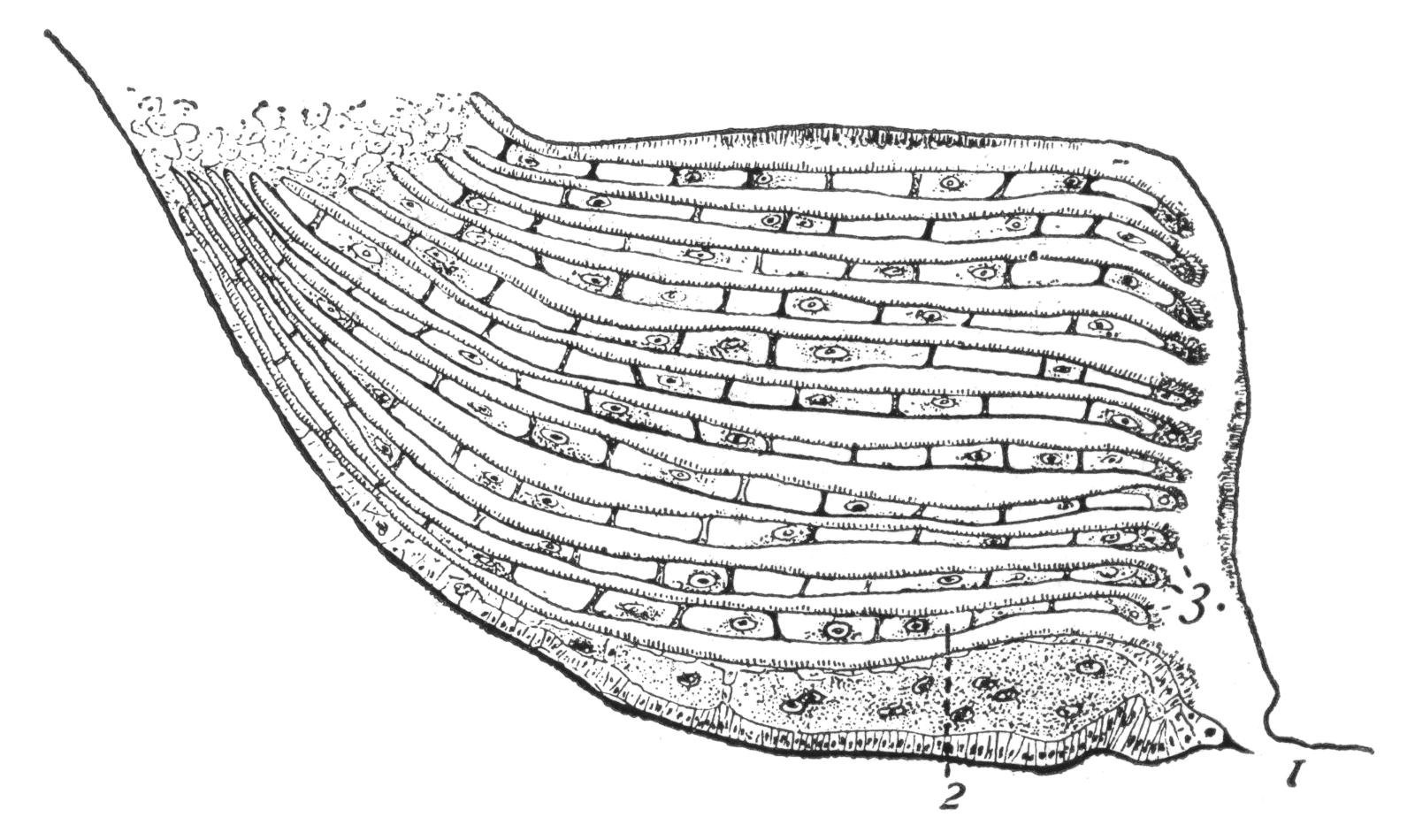
Een boeklong van een spin. (1) Longopening (2) ruimte gevuld met hemolymfe (3) Bladeren in de boeklong.

Een boeklong is een ademhalingsorgaan, gestapeld en gevouwen in weefsel, gelegen in een speciale lichaamsholte. Onder de microscoop ziet de gevouwen structuur van dit orgaan eruit als de bladzijden van een boek, vandaar de naam. De boeklong wordt aangetroffen bij veel soorten spinachtigen. Spinnen hebben vaak één paar, maar er zijn ook spinachtigen met meer. Schorpioenen hebben vier paar boeklongen, degenkrabben vijf paar.

## Werking
De dunne plakjes weefsel van de long staan in contact met atmosferische lucht, en zijn hol zodat er hemolymfe doorheen kan stromen. Hemolymfe is de drager van zuurstof en bevat het uit te scheiden koolstofdioxide. Tussen de plaatjes vindt de gasuitwisseling plaats waarbij koolstofdioxide wordt afgegeven en zuurstof wordt opgenomen. Om te voorkomen dat de plaatsjes aan elkaar plakken, zijn ze voorzien van kleine uitsteekseltjes. De zuurstof wordt via de hemolymfe naar de verschillende organen getransporteerd.

## Ontstaan
Boeklongen zijn van oorsprong geen inwendige organen. In feite zijn de boeklongen ontstaan uit tot een soort kieuwen omgevormde pootjes. Dergelijke pootjes komen bij andere op het land levende ongewervelden nog wel voor, zoals op het land levende pissebedden waarbij ze pleopoden worden genoemd. Bij de spinnen zijn de 'pootjes' niet meer als zodanig te herkennen en zijn ze gedurende de ontwikkeling van de voorouders van de spinnen in het achterlijf opgenomen. Deze voorouders leefden in zee en hadden kieuwen die met water in contact moesten komen en daarom bestonden uit uitwendige organen. Dit is ook te zien bij het embryo van een spin, waarbij de ademhalingsorganen zich in eerste instantie ontwikkelen als uitstulpingen maar later in het achterlijf zakken.